# Pingsha
Pingsha (kinesiska: 平沙) är en köping i sydöstra Kina. Den ligger i stadsdistriktet Jinwan i staden Zhuhai i provinsen Guangdong, omkring 110 kilometer söder om provinshuvudstaden Guangzhou. Antalet invånare är 67 149. Befolkningen består av 31 200 kvinnor och 35 949 män. Barn under 15 år utgör 12,0 %, vuxna 15-64 år 79 %, och äldre över 65 år 7,0 %.